# ジャパン・ナショナル・オーケストラ
ジャパン・ナショナル・オーケストラ（英語: Japan National Orchestra）は、日本のプロオーケストラである。オーケストラとしては日本で初めて株式会社の形態をとっている。別名・略称は「JNO」。

## 概要
2018年に、反田恭平が中心となって創設した「MLMダブル・カルテット」を起源として、2019年に「MLMナショナル管弦楽団」へと発展、2021年1月1日に「ジャパン・ナショナル・オーケストラ」へと改名した管弦楽団である。
2021年5月20日、JNOに所属する演奏家の未来を見据え、スポンサーであるDMG森精機株式会社（一般財団法人 森記念製造技術研究財団）と、株式会社NEXUSの出資により、「Japan National Orchestra株式会社」を設立。奈良県奈良市を拠点に、地域に根差した文化的活動を行い、志のある音楽家の活躍の場を創出、社員として給与を得ながら安心して音楽を学び、永続的に音楽活動に専念できる環境を確保すること、また将来的な音楽院の創設を目指している。音楽ホール（DMG MORI やまと郡山城ホール）に加え、寮や専用練習場も同エリアに集約される。

### 沿革
- 2018年 - 「MLMダブル・カルテット」を創設。東京オペラシティコンサートホールにて、反田恭平と8名の弦楽器奏者（岡本誠司、大江馨、小林壱成、桐原宗生、島方暸、有田朋央、伊東裕、森田啓佑）が旗揚げ公演を行う[9]。
- 2019年 - 管楽器奏者も加わり、16名編成の「MLMナショナル管弦楽団」へと発展。サントリーホールをはじめチケット完売となる中、全国ツアーを開始（古谷拳一、皆神陽太、鈴木優、庄司雄大、浅原由香、荒木奏美、八木瑛子、大槻健、水野優也、長田健志が入団）[3][10]。
- 2021年1月 - 「ジャパン・ナショナル・オーケストラ」への改名を発表[4]。
- 2021年2月 - 「佐渡裕／反田恭平 with ジャパン・ナショナル・オーケストラ 特別編成」による全国10都市ツアーを開始[11]。
- 2021年5月 - 「Japan National Orchestra株式会社」を設立[7]。音楽サロン「Solistiade（ソリスティアーデ）」をオープン[12]。

## 特色
- 将来的に、ヨーロッパにおけるコンセルヴァトワールのような、より実践に特化した音楽院創設を目指している。JNOをゆくゆくはこの学校の専属として、しかし、日本を代表するプロの精鋭集団としての二面性をも持ち合わせるオーケストラでありたいという強い信念を持っている[7][13]。
- 入団の必須条件として、それぞれの魅力を訴求できるソロリサイタルを行うことを挙げており、オーケストラであると同時に、メンバーのソロ活動にも力を入れている。反田は「『明日、ソロリサイタルやって』と言えば、全員がその要求に応えられる実力者たちです。JNOはソリスト集団のオーケストラと考えています。オーケストラにも様々な在り方があると思うんですが、僕の中での一番の優先順位は、何よりも『メンバーひとりひとりの顔と個性を出す』ということです」と語っている[8]。